# امیل گراسوالد
امیل گراسوالد (انگلیسی: Emil Grosswald؛ ۱۵ دسامبر ۱۹۱۲ – ۱۱ آوریل ۱۹۸۹ (۷۶ سال)) یک دانشمند در زمینه آنالیز ریاضی اهل ایالات متحده آمریکا بود.